# 中國戲劇梅花獎
中國戲劇梅花獎，簡稱梅花獎，第23屆起又名中国戏剧奖·梅花表演奖，中国戏剧家协会1983年發起的全國性大型評獎，其名稱取自“梅花香自苦寒来”，是中国大陆戏剧演员的最高奖项。
第1屆（1984年）到第22屆（2005年）是每年評選。第23屆（2007,第1届中国戏剧奖·梅花表演奖）起改為每2年評選，2009年起修改《梅花表演奖评奖细则》。

## 外部連結
- 官方网站